# Something There Is About You
«Something There Is About You» es una canción del músico estadounidense Bob Dylan. Fue publicada el 17 de enero de 1974 como la quinta canción de su decimocuarto álbum de estudio, Planet Waves. También fue lanzada como el segundo sencillo del álbum en abril de 1974.

## Recepción de la crítica
Un escritor no especificado de la revista Cash Box elogió la canción “potente en letra con un excelente acompañamiento de la banda y la habitual interpretación vocal única de Bob”. Un escritor no especificado de la revista Record World le otorgó el certificado de “Hit of the Week”, y la calificó como su canción más grande desde «Knockin' on Heaven's Door».

## Lista de canciones
Todas las canciones escritas y compuestas por Bob Dylan.
1. «Something There Is About You» – 4:46
2. «Tough Mama» – 4:17

## Créditos y personal
De acuerdo a Philippe Margotin y Jean-Michel Guesdon:
Músicos
- Bob Dylan – voces, guitarra, armónica
- Robbie Robertson – guitarra
- Richard Manuel – piano
- Garth Hudson – órgano
- Rick Danko – bajo eléctrico
- Levon Helm – batería

Personal técnico
- Rob Fraboni – productor, ingeniero de audio

## Posicionamiento
| Gráfica (1974)                                        | Pico de posición |
| ----------------------------------------------------- | ---------------- |
| Estados Unidos (Billboard Bubbling Under the Hot 100) | 107              |
| Estados Unidos (Cash Box Top 100 Singles)             | 76               |